# Domaines Ott

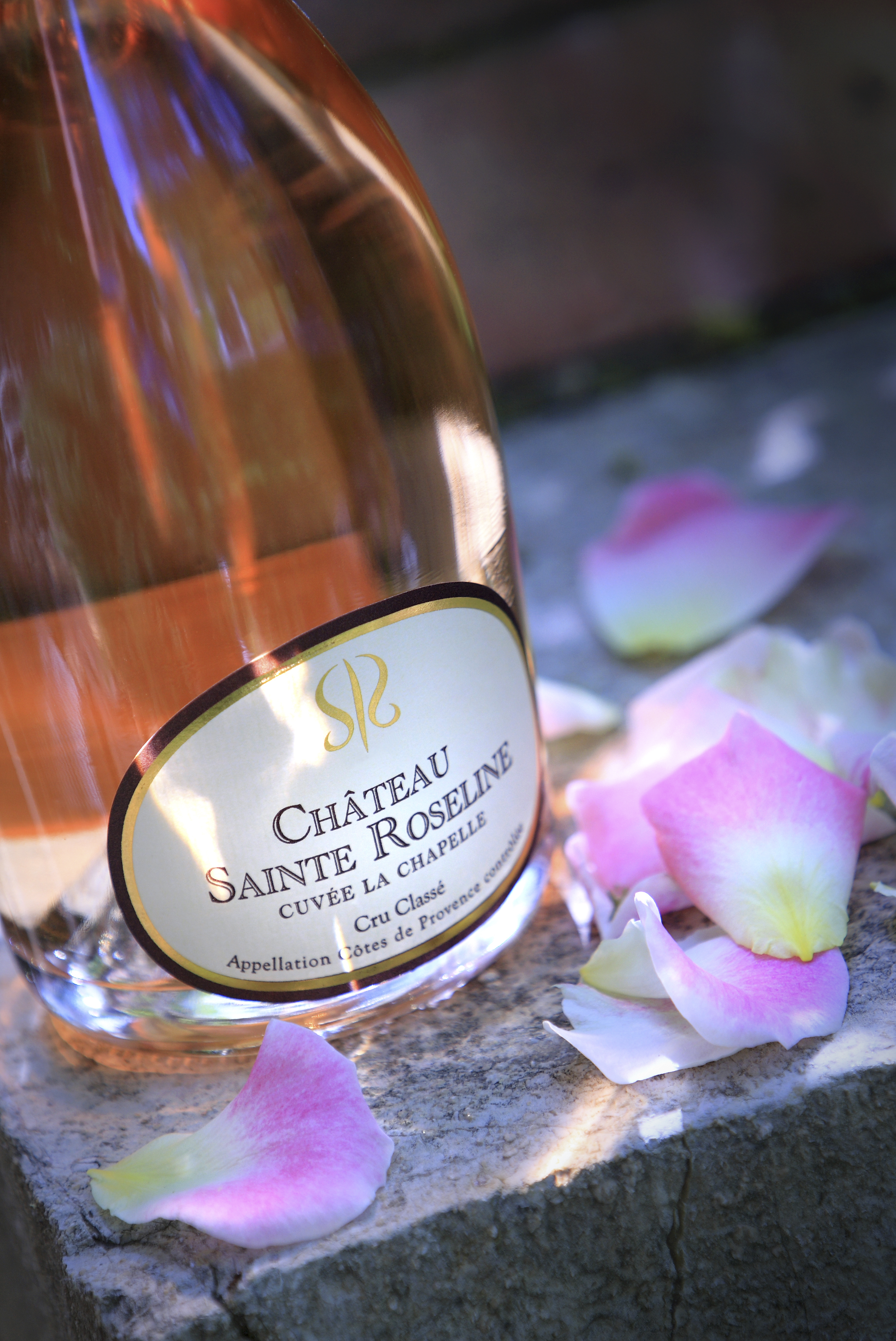
Vin rosé côtes de provence cru classé

Die Domaines Ott sind Weingüter in der Provence, Frankreich, 1912 von Marcel Ott gegründet, seit 2018 gehören sie zur Gruppe Champagne Louis Roederer.

## Geschichte
Der Weinbau in der Provence wurde von den Phöniziern vor ca. 2600 Jahren eingeführt und von den Römern in der Provincia Nostra erweitert. Zu Anfang waren die Weine sehr hell, rosafarben, wie alle Weine, die Beeren lagen nur kurz in der Maische. Als man im 17. Jahrhundert  dazu überging, Rotweine zu produzieren, blieb die Provence bei ihrer Methode und damit beim Roséwein. Roséweine galten als minderwertig im Vergleich zu Rot- und Weißweinen.
Zu Beginn des 20. Jahrhunderts kam der elsässer Agraringenieur Marcel Ott in die Gegend und kaufte 1912 das Weingut Château de Selle in Taradeau bei Draguignan (43,482447° N, 6,428934° O). 
1930 kaufte er Clos Mireille (43,128883° N, 6,271719° O) in La Londe-les-Maures bei Brégançon und 
1956 kaufte die Familie schließlich Château Romassan(43,189829° N, 5,775739° O)in Le Castellet bei Bandol, alle im Département Var. Marcel Ott wollte die Qualität und den Ruf der provenzalischen Weine verbessern. Neben verbesserten Anbaumethoden und Vinifizierung engagierte er sich dafür, in der Provence eine Appellation d’origine contrôlée (AOC) zu schaffen. Zusammen mit anderen Winzern erreichte er, dass 1955 die Regierung das Kennzeichen „cru classé“ an 23 ausgesuchte Weingüter vergab, erst 1977 wurde die AOC „côtes-de-provence“ für das gesamte Gebiet zugelassen. Die 3 Weingüter der Familie Ott gehören alle zu den „cru classé“. Auch nach der Übernahme durch Roederer werden die Weingüter von der Familie Ott verwaltet (2022).
Die Bedeutung der Domaines Ott liegt nicht in ihrer Größe, im Jahr 2021 machte sie 10,5 Millionen € Umsatz mit 50 bis 100 Angestellten, sondern in ihrem Beitrag zur Qualitätsverbesserung der Weine der Provence. Mit der Qualität der Weine stieg ihr Preis. Ab dem Jahr 2000 kauften berühmte Persönlichkeiten wie Brad Pitt und George Lucas Weingüter in der Provence. Der Preis der Weingüter konkurriert mit denen im Bordeaux.